# Neal Morse (album)
Neal Morse è il primo album in studio del cantautore statunitense Neal Morse, pubblicato il 5 ottobre 1999 dalla Radiant Records.

## Tracce
Testi e musiche di Neal Morse.
1. Living Out Loud – 4:31
2. Lost Cause – 5:01
3. Landslide – 5:27
4. That Which Doesn't Kill Me – 4:42
5. Everything Is Wrong – 5:02
6. Nowhere Fast – 3:45
7. Emma – 3:16
8. A Whole Nother Trip – 23:56

## Formazione
Musicisti
- Neal Morse – voce, chitarra, basso, pianoforte, sintetizzatore, batteria (traccia 1)
- Nick D'Virgilio – batteria (eccetto traccia 1)
- Chris Carmichael – strumenti ad arco (tracce 7 e 8)
- Glen Caruba – percussioni (traccia 8)

Produzione
- Neal Morse – produzione
- Nick D'Virgilio – registrazione della batteria, ingegneria
- Rich Mouser – missaggio
- Ken Love – mastering